# Bible en bande dessinée
Un grand nombre d'ouvrages adaptent la Bible en bande dessinée. La Bible étant universellement diffusée, elle se trouve également publiée sous forme de bande dessinée, notamment en bande dessinée francophone, en bande dessinée anglo-saxonne, et en manga.

## Historique

### Bande dessinée francophone
Les éditeurs de bande dessinée francophone sont nombreux à s'être intéressés à la Bible, surtout les éditeurs catholiques.
L'hebdomadaire Bayard publie une Histoire sainte, à raison d'une page par semaine. Le texte est dû à l'abbé Deilly, les illustrations sont de l'Italien Gianni De Luca.
L'Histoire du peuple de Dieu est publiée en fascicules de 1979 à 1985, par les éditions du Bosquet. Elle paraît en quarante-huit numéros. Les dessinateurs en sont Pierre Brochard, Musquera, Noël Gloesner, Pierdec, et d'autres. Le Livre de Paris les réédite plus tard en douze albums.
La Bible en BD est publiée en albums par Dargaud, avec un texte de Claude Moliterni. Les illustrations sont de Jesús Blasco, Brocal Remohi et plusieurs autres. Roland Francart estime toutefois que ce n'est pas la meilleure adaptation.
En Afrique francophone, la Bible en bandes dessinées est publiée en treize fascicules sur l'Ancien testament de 1979 à 1986, puis en six fascicules sur le Nouveau Testament par les éditions Saint-Paul. Celles-ci les adaptent dans les quatre langues de la République démocratique du Congo et pour l'Afrique francophone, puis les traduisent en anglais pour le Kenya et en malgache pour Madagascar.
Les éditions Larousse publient Découvrir la Bible en 1983-1984. Les auteurs en sont Marcello, Poivet, Victor de la Fuente, Bielsa, Serpieri, Frisano, tous des « grands noms de la bande dessinée contemporaine » selon Henri Filippini qui juge que le résultat est « un chef-d'œuvre ».
Une Fresque biblique est publiée en 1987-1988 par les éditions du Lombard. Le dessinateur Jean Torton en signe les « très belles illustrations ».

### Bande dessinée anglo-saxonne
La bande dessinée anglo-saxonne présente également diverses adaptations de la Bible en bande dessinée.
La première citée est généralement The Bible, par Sheldon Mayer, Joe Kubert et Nestor Redondo, publiée en 1975, rééditée par DC Comics à New York en 2012. Une autre adaptation est lancée en 2013, publiée par Kingstone en douze volumes.

### Bande dessinée japonaise: Manga
Au Japon, la Société biblique japonaise forme le projet d'une adaptation de la Bible en mangas et sollicite Kozumi Shinozawa qui accepte avec enthousiasme et assure l'illustration des premiers volumes de  La Bible Manga,. Les premiers volumes édités sont l'adaptation du Nouveau Testament : le Messie, en 2006, puis la Métamorphose. Après la parution du premier volume, les éditions chrétiennes BLF Éditions mettent en chantier la traduction en français. La traduction en français commence à paraître en 2008, est saluée par la critique et reçoit plusieurs prix. Après les deux volumes du Nouveau Testament, illustrés par Kozumi Shinozawa constituant les tomes 4 et 5 de la série, l'Ancien Testament est illustré par Ryō Azumi en trois volumes : Manga la mutinerie, Manga les magistrats et Manga les messagers.